# Opisthosyllis longidentata
Opisthosyllis longidentata är en ringmaskart som beskrevs av San Martin 1991. Opisthosyllis longidentata ingår i släktet Opisthosyllis och familjen Syllidae.
Artens utbredningsområde är Mexikanska golfen. Inga underarter finns listade i Catalogue of Life.